# Иммортализм
Иммортализм (от лат. immortalitas, «бессмертие») — система взглядов, основанная на стремлении избежать смерти или максимально отдалить её.
Следует различать научный иммортализм и эзотерический иммортализм, радикально отличающиеся друг от друга с точки зрения предполагаемых методов достижения цели.

## Научный иммортализм
Система взглядов, основанная на стремлении максимально отдалить физическую смерть, опираясь на достижения точных, естественных и технических наук. Научный иммортализм представляет собой важнейшую составную часть трансгуманизма и русского космизма.
По данным опроса 1997 года, проведённом среди учёных США, 50 % из них верят в возможность личного бессмертия человека (при этом только 40 % опрошенных назвали себя религиозными людьми). Бессмертие, наравне с созданием сверхинтеллектуальных машин и решением проблемы межзвёздных путешествий, считается одной из основных долгосрочных целей прикладной науки.
На возможность решения данной проблемы указывает факт существования практически нестареющих многоклеточных организмов и клеточных культур:
- известен случай, когда культура раковых клеток существует свыше 50 лет;
- растения размножаются вегетативно, и (в каком-то смысле) не умирают;
- учёный-зоолог Орегонского университета Томас Эберт установил, что некоторые особи морских ежей в Красном море живут более двухсот лет, при этом оставаясь фертильными[3];
- гигантские черепахи умирают от голода, потому что им становится тяжело носить увеличивающийся в размерах панцирь.

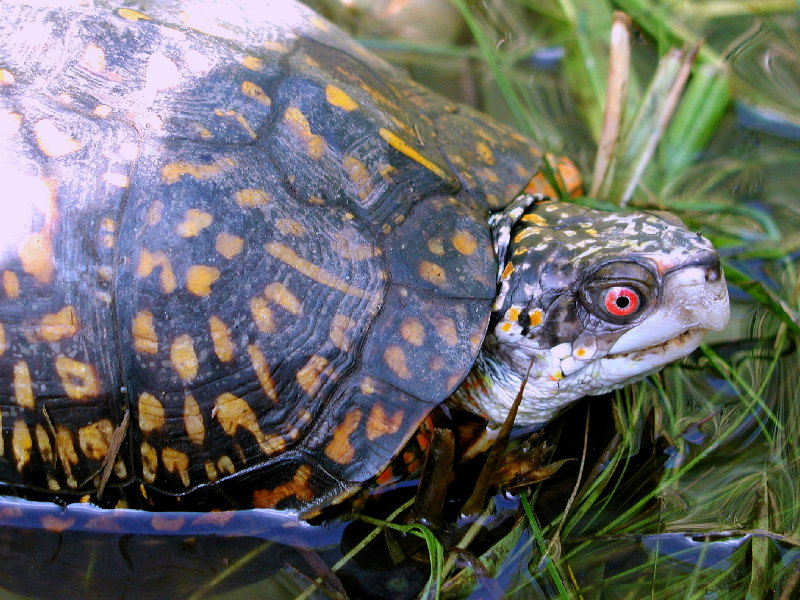
Каролинская коробчатая черепаха. Один из видов животных, организм которых не стареет

В соответствии с крупнейшей базой данных по старению и продолжительности жизни животных «AnAge», в настоящее время найдено 7 видов практически нестареющих многоклеточных организмов — Sebastes aleutianus, Chrysemys picta, Emydoidea blandingii, Terrapene carolina, Strongylocentrotus franciscanus, Arctica islandica, Pinus longaeva.
На всемирном геронтологическом конгрессе, прошедшем в 2009 году и собравшем крупнейших специалистов в этой области, одна из сессий была названа следующим образом: «Старение человека больше не является неразрешимой биологической проблемой».
Современная наука движется в сторону радикального увеличения продолжительности жизни. Благодаря изобретению антибиотиков и другим успехам медицины в течение XX века средняя продолжительность жизни в развитых странах выросла с 47 до 77 лет. Дальнейшее увеличение продолжительности жизни — до 100—120 лет и более — судя по всему, потребует серьёзного изменения структуры человеческого организма как на молекулярном уровне, так и на уровне строения органов и скелета. Это уже задача из области трансгуманизма, далеко выходящая за пределы современной медицины.
По мнению физика Р. Фейнмана, не существует никаких фундаментальных принципов, ограничивающих длительность жизни или запрещающих бессмертие: «Если бы человек вздумал соорудить вечный двигатель, он столкнулся бы с запретом в виде физического закона. В отличие от этой ситуации, в биологии нет закона, который утверждал бы обязательную конечность жизни каждого индивида».

## Политическая борьба за иммортализм
В июле 2012 сначала в России, а затем в США, Израиле и Нидерландах было объявлено о начале создания политических партий продления жизни. Актив партий представлен в основном имморталистами. Эти партии нацелены на оказание политической поддержки научно-технической революции, идущей сейчас в сфере продления жизни и обеспечении максимально быстрого и одновременно безболезненного перехода общества на следующий этап своего развития — с радикальным увеличением продолжительности человеческой жизни, омоложением и остановкой старения для того, чтобы большинство живущих в настоящее время людей успели воспользоваться достижениями науки и увеличить свою жизнь на максимально возможный длительный срок.
Различными общественными движениями и визионерами (Рэймонд Курцвейл, Михаил Батин) проводится сбор и обобщение данных о перспективных фармакологических мишенях и терапевтических стратегиях неограниченного продления жизни человеку.
Иммортализм является ключевой и первостепенной составляющей идеологии трансгуманизма и активно поддерживается всеми его организациями.
В 2016 году китайский бизнесмен Джек Ма заявил, что в будущем будет раскрыт секрет бессмертия и придётся принять закон об обязательном ограничении срока жизни людей.